# Rhodochlora rufaria
Rhodochlora rufaria es una especie de polilla de la familia Geometridae. La especie fue descrita por primera vez por Louis Beethoven Prout habiendo sido descrita en 1932, con distribución en Perú. El sintipo de la especie fue descrita en el sector La Unión, a poca distancia del Río Huancamayo, Provincia de Carabaya.